# Viltganzerik
De viltganzerik (Potentilla argentea) is een in België en Nederland in het wild voorkomende plant uit de rozenfamilie.
In oudere boeken wordt de plant ook wel zilverganzerik genoemd, wat de vertaling is van de botanische naam, en wat ook overeenkomt met de Duitse naam Silber-Fingerkraut en het Franse Potentille argentée. In Friesland wordt de plant Wollich sulverblêd genoemd.

## Beschrijving
De forse wortelstok gaat over in een houtige wortelstok. Hieruit komen de kruipende tot opstijgende stengels, die 15-30 cm hoog worden. De wortel kan wel tot 1 meter diep zitten. De plant is overblijvend.
De 1-1,5 cm grote gele, tweeslachtige bloemen bloeien in de zomer, in juni en juli. De kroonblaadjes zijn ± 5 mm lang.
De vaak vijftallige of zeventallige blaadjes zijn aan de bovenzijde donkergroen, aan de onderzijde witviltig.
De plant komt zowel in diploïde als hexaploïde vorm voor. De plant kan zich zowel geslachtelijk als ongeslachtelijk voortplanten, maar in de natuur speelt de ongeslachtelijke vorm geen grote rol.

## Ecologische aspecten
De plant komt voor op droge, kalkarme, voedselarme, stikstofarme gronden. Het verspreidingsgebied loopt van Scandinavië in het noorden tot Spanje in het zuiden, en van Engeland in het westen tot Griekenland en Finland in het Oosten. Op het Noord-Amerikaanse continent komt ze in een brede strook van de Oost naar de Westkust, in het noorden van de Verenigde Staten.
Ze is waardplant voor de vrij algemene micro nachtvlinder Acleris aspersana en voor het Witgezoomd spikkeldikkopje (Pyrgus carthami).

## Plantengemeenschap
Viltganzerik is een kensoort voor Trifolio-Festucetalia ovinae, een orde van plantengemeenschappen van soortenrijke, droge graslanden op voedselarme zandige bodems.